# Tmarus neocaledonicus
Tmarus neocaledonicus är en spindelart som beskrevs av Kritscher 1966. Tmarus neocaledonicus ingår i släktet Tmarus och familjen krabbspindlar.
Artens utbredningsområde är Nya Kaledonien. Inga underarter finns listade i Catalogue of Life.